# De Vrijheid (Schiedam)
De Vrijheid is een windmolen in Schiedam. De molen aan de Noordvest 40 is de "buurmolen" van molen De Noord en werd gebouwd in 1785 opdracht van een aantal branders als stenen stellingmolen tussen de molen De Noord en de voormalige molen De Star (uit 1716, uitgebrand en gesloopt in 1823), maar tegen de zin van verschillende andere branders. Zij waren bang dat de nieuwe molen de windvang voor andere molens zou belemmeren door zijn breedte en grootte. De molen maalde voor de branderijen tot 1917.
Sinds 1917 kreeg de molen een andere maalactiviteit voor de nieuwe eigenaar, Cornelis Antonius Knock en begon met het malen van veevoeder. In 1939 moest de molen worden gerestaureerd. Gedurende de hongerwinter in 1944/1945 maalde de molen erwten en bonen voor de gaarkeuken. Na de oorlog werden de activiteiten stopgezet en in 1960 kocht de gemeente Schiedam de molen. Na een grondige restauratie door een groep vrijwilligers was de molen in 1974 weer maalvaardig en kwam de molen in vol bedrijf. De Vrijheid is compleet ingericht als een meelfabriek en uitgerust met drie koppel stenen, waarvan één met elektrische hulpaandrijving, div. mengketels, silo's, reiniger, pletwals enz. De Vrijheid is eigendom van Stichting De Schiedamse Molens. De molen is nog dagelijks in bedrijf voor diverse bakkers, branderijen, horeca, en molenwinkels. De molenaar is aangesloten bij het Ambachtelijk korenmolenaarsgilde (AKG).

## Zie ook

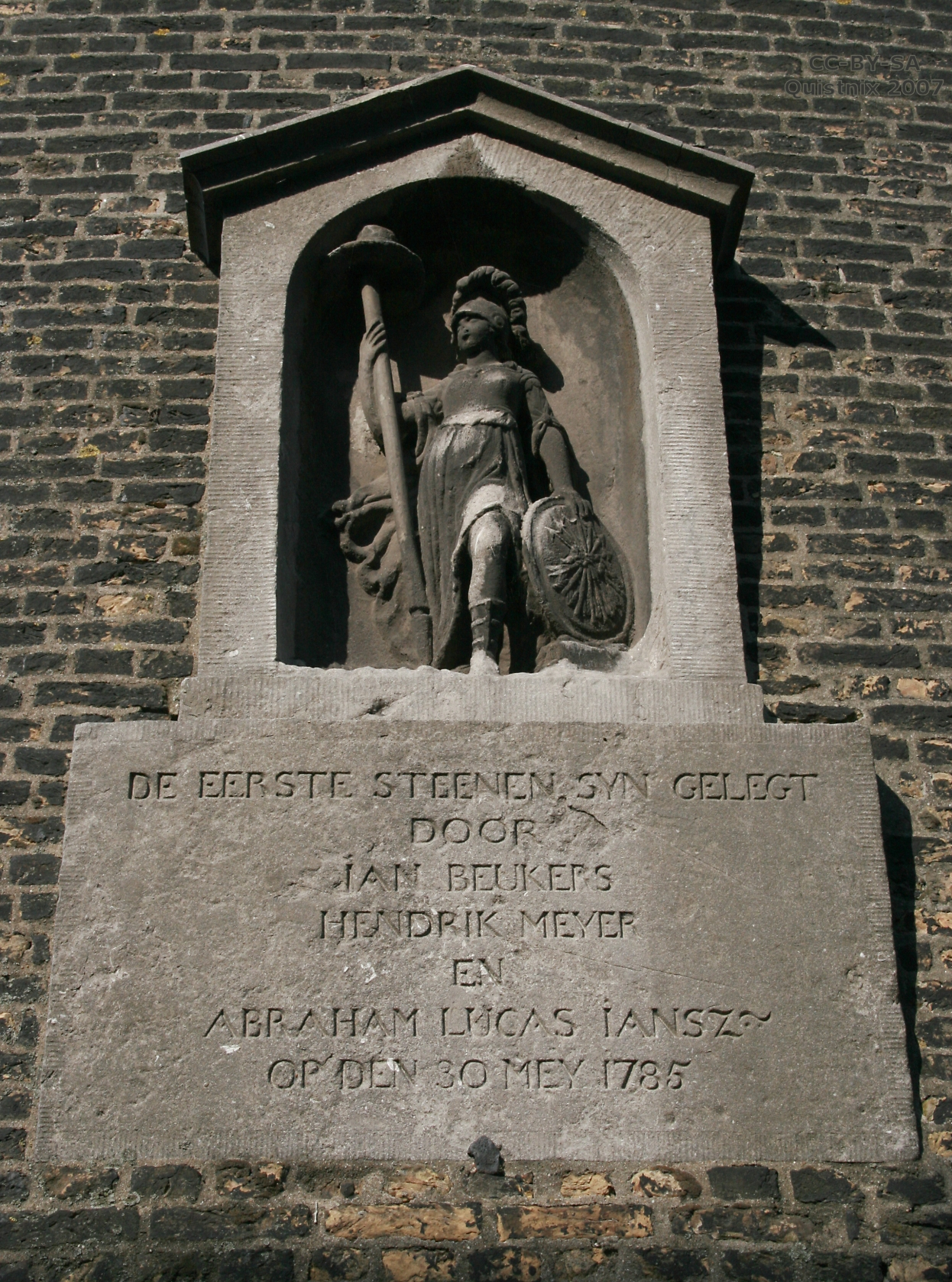
Gevelsteen